# Campionati europei di ginnastica artistica femminile 2018
I XXXII Campionati europei di ginnastica artistica femminile sono stati la 32ª edizione dei Campionati europei di ginnastica artistica, riservata alla categoria femminile. Sono stati disputati dal 2 al 5 agosto 2018 presso The SSE Hydro di Glasgow, nel Regno Unito.

## Programma
| Giorno   | Ora (UTC+1)   | Evento                                                               |
| -------- | ------------- | -------------------------------------------------------------------- |
| 2 agosto | 9:45 - 21:00  | Qualificazioni squadre e attrezzi senior                             |
| 3 agosto | 9:45 - 22:15  | Qualificazioni attrezzi junior e finali squadre e individuale junior |
| 4 agosto | 13:00 - 16:15 | Finale squadre senior                                                |
| 5 agosto | 9:45 - 17:30  | Finali attrezzi junior e senior                                      |

## Medagliere
| Pos.   | Paese         | Oro | Argento | Bronzo | Totale |
| ------ | ------------- | --- | ------- | ------ | ------ |
| 1      | Italia        | 4   | 2       | 1      | 7      |
| 2      | Russia        | 2   | 3       | 2      | 7      |
| 3      | Francia       | 1   | 1       | 2      | 4      |
| 4      | Belgio        | 1   | 1       | 1      | 3      |
| 4      | Romania       | 1   | 1       | 1      | 3      |
| 6      | Paesi Bassi   | 1   | 0       | 1      | 2      |
| 7      | Ungheria      | 1   | 0       | 0      | 1      |
| 8      | Gran Bretagna | 0   | 2       | 3      | 5      |
| 9      | Svezia        | 0   | 1       | 0      | 1      |
| Totale | Totale        | 11  | 11      | 11     | 33     |

## Podi

### Senior
| Evento                            | Oro                                                                                                | Punti   | Argento                                                                                         | Punti   | Bronzo                                                                              | Punti   |
| Concorso a squadre (dettagli)     | Russia Lilija Achaimova Irina Alekseeva Angelina Mel'nikova Ul'jana Perebinosova Angelina Simakova | 165.195 | Francia Juliette Bossu Marine Boyer Lorette Charpy Mélanie de Jesus dos Santos Coline Devillard | 161.131 | Paesi Bassi Naomi Visser Céline van Gerner Vera van Pol Tisha Volleman Sanne Wevers | 159.563 |
| Volteggio (dettagli)              | Boglárka Dévai                                                                                     | 14.349  | Angelina Mel'nikova                                                                             | 14.233  | Denisa Golgotă                                                                      | 14.166  |
| Parallele asimmetriche (dettagli) | Nina Derwael                                                                                       | 14.733  | Jonna Adlerteg                                                                                  | 14.533  | Angelina Mel'nikova                                                                 | 14.366  |
| Trave (dettagli)                  | Sanne Wevers                                                                                       | 13.900  | Nina Derwael                                                                                    | 13.600  | Marine Boyer                                                                        | 13.166  |
| Corpo libero (dettagli)           | Mélanie de Jesus dos Santos                                                                        | 13.766  | Denisa Golgotă                                                                                  | 13.600  | Axelle Klinckaert                                                                   | 13.400  |

### Junior
| Evento                            | Oro                                                                          | Punti   | Argento                                                                             | Punti   | Bronzo                                                                                 | Punti   |
| Concorso a squadre (dettagli)     | Italia Alice D'Amato Asia D'Amato Elisa Iorio Giorgia Villa Alessia Federici | 161.063 | Russia Olga Astafyeva Irina Komnova Ksenija Klimenko Vladislava Urazova Jana Vorona | 160.363 | Gran Bretagna Ondine Achampong Halle Hilton Phoebe Jakubczyk Amelie Morgan Annie Young | 158.931 |
| Concorso individuale (dettagli)   | Giorgia Villa                                                                | 55.065  | Amelie Morgan                                                                       | 53.832  | Ksenija Klimenko                                                                       | 53.532  |
| Volteggio (dettagli)              | Asia D'Amato                                                                 | 14.233  | Giorgia Villa                                                                       | 14.216  | Amelie Morgan                                                                          | 13.966  |
| Parallele asimmetriche (dettagli) | Ksenija Klimenko                                                             | 14.333  | Irina Komnova                                                                       | 14.266  | Carolann Heduit                                                                        | 14.133  |
| Trave (dettagli)                  | Giorgia Villa                                                                | 13.633  | Amelie Morgan                                                                       | 13.466  | Elisa Iorio                                                                            | 13.133  |
| Corpo libero (dettagli)           | Ioana Stănciulescu                                                           | 13.433  | Giorgia Villa                                                                       | 13.333  | Amelie Morgan                                                                          | 12.900  |